# L'Impudique
Pour plus de détails, voir Fiche technique et Distribution.
L'Impudique (Hilda Crane) est un film américain réalisé par Philip Dunne, sorti en 1956.

## Synopsis
De retour dans sa ville natale de Winona après cinq ans et deux divorces, Hilda Crane est courtisée par un ancien amant, le professeur Jacques De Lisle, et par Russell Burns. Malgré l'opposition de la mère possessive de Russell, et répondant au souhait de Stella Crane, sa propre mère, Hilda épouse le second...

## Fiche technique
- Titre : L'Impudique
- Titre original : Hilda Crane
- Titre original alternatif : The Many Loves of Hilda Crane
- Réalisation : Philip Dunne
- Scénario : Philip Dunne, d'après la pièce éponyme de Samson Raphaelson, créée à Broadway en 1950
- Photographie : Joseph MacDonald
- Montage : David Bretherton
- Musique : David Raksin
- Directeur musical : Lionel Newman
- Directeurs artistiques : Albert Hogsett et Lyle R. Wheeler
- Décors : Eli Benneche et Walter M. Scott
- Costumes : Charles Le Maire
- Producteur : Herbert B. Swope Jr.
- Société de production : 20th Century Fox
- Société de distribution : 20th Century Fox
- Genre : Film dramatique
- Format : Couleur (Technicolor) — CinemaScope — 35 mm — 2,35:1 — 4-Track Stereo (Westrex Recording System)
- Durée : 87 minutes
- Dates de sortie :
  - États-Unis : : 8 mai 1956
  - France : 12 septembre 1956

## Distribution
- Jean Simmons : Hilda Crane
- Guy Madison : Russell Burns
- Jean-Pierre Aumont	: Professeur Jacques De Lisle
- Judith Evelyn : Mme Stella Crane
- Evelyn Varden : Mme Burns
- Peggy Knudsen : Nell Bromley
- Gregg Palmer : Dink Bromley
- Richard Garrick : Dr Joe Francis
- Jim Hayward : M. Small
- Sandee Marriott : Le chauffeur de taxi
- Don Shelton : M. Jensen
- Helen Mayon : Maureen
- Marie Blake : Clara
- Jay Jostyn : Le pasteur
- Herb Vigran (non crédité) : une voix à la télévision